# جورج كارتر (رجل أعمال)
جورج كارتر (بالإنجليزية: George Carter) هو شخصية أعمال نيوزيلندي، (و. 1883 – 1935 م).